# Mycetaspis defectopalus
Mycetaspis defectopalus är en insektsart som beskrevs av Ferris 1941. Mycetaspis defectopalus ingår i släktet Mycetaspis och familjen pansarsköldlöss. Inga underarter finns listade i Catalogue of Life.